# Судские
Не путать с князьями Сицкие, так же происходящих от Ярославских князей.
Судские (Судцкие, Суцкие) — небольшая ветвь русского княжеского рода Прозоровских, одна из множества ветвей князей Ярославских, Рюриковичи.
Род внесён в Бархатную книгу, в родословную роспись князей Жировых-Засекиных и Шаховских.

## Происхождение и история рода
Происходят от князя Юрия Ивановича (XVIII колено от Рюрика) († 1445), старшего сына удельного Прозоровского князя Ивана Фёдоровича († 1445), погибшего вместе с отцом и его братом в Суздальском бою великого московского князя Василия II Васильевича с татарами хана Мамутека. Удел Юрием Ивановичем был получен ещё при жизни отца, прозвище произошло от владения – села Судке и одноименной реке (современное написание Сутка). Его потомки перешли на московскую службу, утратив удел. Род был немногочисленным и пресекся в третьем поколении на сыновьях Фёдора Юрьевича.
Поскольку, после князей Судских не оставалось прямых наследников по мужской линии, они активно раздавали вотчины и имущество по монастырям для спасения душ. Особенно много вкладов сделали в Троице-Сергиев монастырь. Их вотчины находились в Ярославском, Юрьеве-Польском и Радонежских уездах. Если верить данным вкладной книги Троице-Сергиева монастыря и кормовой книги, князья Судцкие были "рекордсменами" по объёму вкладов. В период с 1512 по 1570 год их вклады составили 9.224 рубля. Кроме того они передали в Троице-Сергиев монастырь шубу, иконы, церковную утварь. Размер единовременного вклада туда составил 9.024 рубля по "Ионе Суцком" (Иване Хромом), что вызывает сомнения. По данным историка В.Н. Татищева, за половину Ростовского княжества Иван III в 1474 году уплатил 5.000 рублей. Получается, что одна из младших фамилий Ярославских князей располагала средствами, достаточными для покупки крупного удельного княжества.

## Известные представители
| №                                               | Имя, Отчество                   | № отца | Примечания |
| ----------------------------------------------- | ------------------------------- | ------ | --- |
| 1                                               | Юрий Иванович Судцкий           |        | Указан родоначальником у В.П. Долгорукова и А.Б. Лобанова-Ростовского. |
| 2                                               | Фёдор Юрьевич Судцкий           | 1      | Указан родоначальником в родословной книге М.Г. Спиридова и родословной книге из собрания М.А. Оболенского. |
| 3                                               | Андрей Юрьевич Баклашка         | 1      | Бездетный. |
| 4                                               | Иван Фёдорович Хромой и Большой | 2      | Постригся в Троице-Сергиевом монастыре под именем Иона. |
| 5                                               | Иван Фёдорович Меньшой          | 2      | Бездетный, вероятно. что постригся в Кирилло-Белозёрском монастыре под именем Иов, умер около 1537 года. |
| 7                                               | Наталья Ивановна                | 4      | Жена князя Михаила Ивановича Стригина-Ряполовского, бездетны. |
| 8                                               | № Ивановна                      | 4      | Княгиня (Феодора) жена князя Семёна Дмитриевича Палецкого, бездетны. |
| Род угас                                        |                                 |        | |
| Представители рода не указанные в родословниках |                                 |        | |
| 9                                               | Ирина                           |        | Не указано, чья дочь: Ивана Хромого или Меньшого, была замужем за князем Василием Михайловичем Глинским. Жена князя Ивана Фёдоровича в 1560 году сделала вклад по своему зятю в 200 рублей в Кирилло-Белозёрский монастырь (имеются основания полагать, что это была дочь Ивана Меньшого). |
| 10                                              | Юрий Иванович                   |        | В 1565-1568 годах упомянут в писцовой книге Казани, в числе князей сосланных в начале опричнины. |
| 11                                              | Василий Иванович                |        | В 1564 году погиб в Полоцке с князем Петром Шуйским, в бою под Улой. Женат на Анне — дочери Данилы Григорьевича Фомина (Квашнина). От этого брака осталась дочь — княжна Мария. |